# 雙極圓柱坐標系

雙極坐標系繪圖。圖中的紅色圓圈是 -等值曲線，藍色圓圈則是 -等值曲線。

雙極圓柱坐標系（英語：Bipolar cylindrical coordinates）是一種三維正交坐標系。往 z-軸方向延伸二維的雙極坐標系 ，則可得到雙極圓柱坐標系。雙極坐標系的兩個焦點 {\displaystyle F_{1}} 與 {\displaystyle F_{2}} ，其直角坐標 {\displaystyle (x,\ y)} 分別設定為 {\displaystyle (-a,\ 0)} 與 {\displaystyle (a,\ 0)} 。延伸至三維空間，這兩個焦點分別變成兩條直線，{\displaystyle L_{1}} 與 {\displaystyle L_{2}} ，稱為焦線。

## 基本定義
雙極圓柱坐標 {\displaystyle (\sigma ,\ \tau ,\ z)} 通常定義為
{\displaystyle x=a\ {\frac {\sinh \tau }{\cosh \tau -\cos \sigma }}} 、
{\displaystyle y=a\ {\frac {\sin \sigma }{\cosh \tau -\cos \sigma }}} 、
{\displaystyle z=z} ；
其中，點 {\displaystyle P} 的 {\displaystyle \sigma } 坐標等於 {\displaystyle \angle F_{1}PF_{2}} 的弧度，{\displaystyle \tau } 坐標等於 {\displaystyle d_{1}=F_{1}P} 與 {\displaystyle d_{2}=F_{2}P} 的比例的自然對數
{\displaystyle \tau =\ln {\frac {d_{1}}{d_{2}}}}。
注意到焦線 {\displaystyle F_{1}} 與 {\displaystyle F_{2}} 的坐標分別為 {\displaystyle x=-a} 與 {\displaystyle x=a} 。

## 坐標曲面

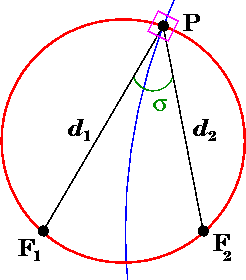
雙極坐標的幾何詮釋。 與 的夾角 的弧度是 。 與 的比例的自然對數是 。 與 的等值曲線都是圓圈，分別以紅色與藍色表示。兩條等值曲線以直角相交（以洋紅色表示）。

不同 {\displaystyle \sigma } 的坐標曲面是一組不同圓心線，而相交於兩個焦線 {\displaystyle L_{1}} 與 {\displaystyle L_{2}} 的圓柱面：
{\displaystyle x^{2}+(y-a\cot \sigma )^{2}={\frac {a^{2}}{\sin ^{2}\sigma }}} 。
它們的圓心線都包含於 yz-平面。正值 {\displaystyle \sigma } 的圓柱面的圓心線都在 {\displaystyle y>0} 半空間；而負值 {\displaystyle \sigma } 的圓柱面的圓心線則在 {\displaystyle y<0} 半空間。當絕對值 {\displaystyle \left|\sigma \right|} 增加時，圓半徑會減小，圓心線會靠近原點。當圓心線包含原點時，{\displaystyle \left|\sigma \right|} 達到最大值 {\displaystyle \pi /2} 。
不同 {\displaystyle \tau } 的坐標曲面是一組圍著焦線，互不相交，不同半徑的圓柱面。半徑為
{\displaystyle y^{2}+\left(x-a\coth \tau \right)^{2}={\frac {a^{2}}{\sinh ^{2}\tau }}} 。
它們的圓心線都包含於 xz-平面。正值 {\displaystyle \tau } 的圓柱面在 {\displaystyle x>0} 半空間；而負值 {\displaystyle \tau } 的圓柱面在 {\displaystyle x<0} 半空間。 {\displaystyle \tau =0} 平面則與 yz-平面同平面。當 {\displaystyle \tau } 值增加時，圓柱面的半徑會減少，圓心線會靠近焦點。

### 逆變換

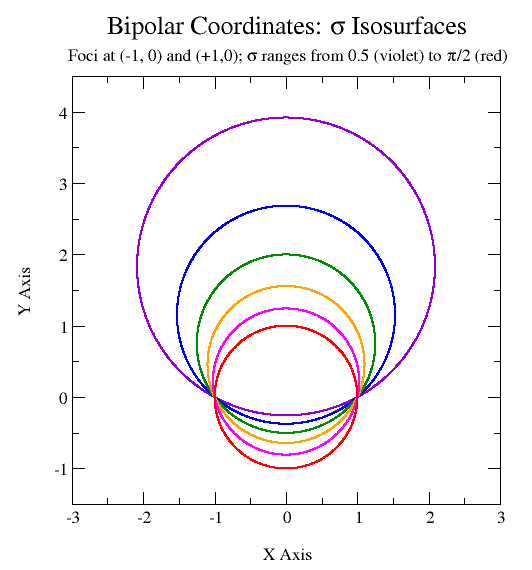

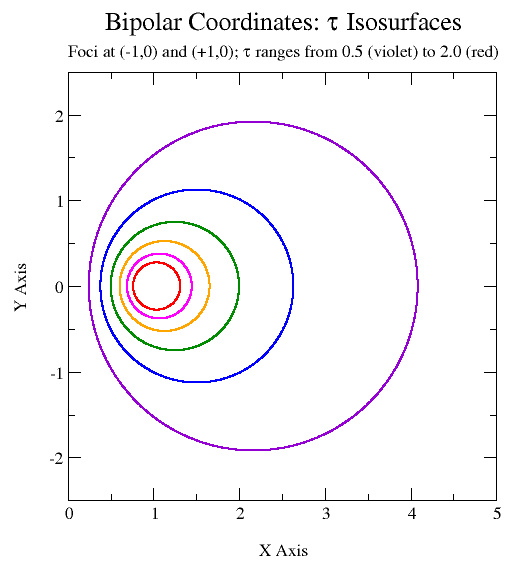

雙極圓柱坐標 {\displaystyle (\sigma ,\ \tau ,\ z)} 可以用直角坐標 {\displaystyle (x,\ y,\ z)} 來表示。點 P 與兩個焦線之間的距離是
{\displaystyle d_{1}^{2}=(x+a)^{2}+y^{2}} 、
{\displaystyle d_{2}^{2}=(x-a)^{2}+y^{2}} 。
{\displaystyle \tau } 是 {\displaystyle d_{1}} 與 {\displaystyle d_{2}} 的比例的自然對數：
{\displaystyle \tau =\ln {\frac {d_{1}}{d_{2}}}} 。
{\displaystyle \angle F_{1}PF_{2}} 是兩條從點 P 到兩個焦點的線段 {\displaystyle {\overline {F_{1}P}}} 與 {\displaystyle {\overline {F_{2}P}}} 的夾角。這夾角的弧度是 {\displaystyle \sigma } 。用餘弦定理來計算：
{\displaystyle \cos \sigma ={\frac {d_{1}^{2}+d_{2}^{2}-4a^{2}}{2d_{1}d_{2}}}} 。
z-坐標的公式不變：
{\displaystyle z=z} 。

## 標度因子
雙極圓柱坐標 {\displaystyle \sigma } 與 {\displaystyle \tau } 的標度因子相等；而 {\displaystyle z} 的標度因子是 1 ：
{\displaystyle h_{\sigma }=h_{\tau }={\frac {a}{\cosh \tau -\cos \sigma }}} 、
{\displaystyle h_{z}=1} 。
所以，無窮小體積元素等於
{\displaystyle dV={\frac {a^{2}}{\left(\cosh \tau -\cos \sigma \right)^{2}}}d\sigma d\tau dz} 。
拉普拉斯算子是
{\displaystyle \nabla ^{2}\Phi ={\frac {1}{a^{2}}}\left(\cosh \tau -\cos \sigma \right)^{2}\left({\frac {\partial ^{2}\Phi }{\partial \sigma ^{2}}}+{\frac {\partial ^{2}\Phi }{\partial \tau ^{2}}}\right)+{\frac {\partial ^{2}\Phi }{\partial z^{2}}}} 。
其它微分算子，例如 {\displaystyle \nabla \cdot \mathbf {F} } 與 {\displaystyle \nabla \times \mathbf {F} } ，都可以用雙極圓柱坐標表達，只需要將標度因子代入正交坐標系的一般方程式內。

## 應用
雙極圓柱坐標有一個經典的應用，這是在解析像拉普拉斯方程或亥姆霍茲方程這類的偏微分方程式。在這些方程式裏，雙極圓柱坐標允許分離變數法的使用。一個典型的例題是，有兩個互相平行的圓柱導體，請問其周圍的電場為什麼？應用雙極圓柱坐標，我們可以精緻地分析這例題。